# Антони Лико
Антони Анджеј Лико (27. мај 1907 — 3. јун 1941) био је пољски фудбалер који је играо на позицији нападача.
Када је играо за Вислу Краков, био је члан фудбалске репрезентације Пољске на Светском првенству у фудбалу 1938. године. Међутим, он заправо није отпутовао у Стразбур на турнир. Два пута је наступао за Пољску, обе утакмице против Летоније.
Умешан у подршку Пољском оружаном отпору, Лико је ухапшен од стране Гестапоа на улицама Кракова током немачке окупације у Другом светском рату и одведен у концентрациони логор Аушвиц, где је стрељан у јуну 1941. године.